# Orchestre symphonique de la radio de Stuttgart
L’Orchestre symphonique de la radio SWR de Stuttgart (en allemand Radio-Sinfonieorchester Stuttgart des SWR ou SWR Stuttgart) est un orchestre symphonique allemand, basé à Stuttgart, dans le Bade-Wurtemberg, fondé en 1945. En 2016, il fusionne avec l'Orchestre symphonique de la SWR de Baden-Baden et Fribourg-en-Brisgau pour former le SWR Symphonieorchester.

## Historique
L'orchestre est fondé en 1945 par les Américains qui occupent cette partie du territoire allemand après-guerre. Comme l'autre orchestre de la SWR basé à Baden-Baden, la musique contemporaine est largement mise en avant dans les programmes de concerts. 
Outre Sergiu Celibidache, des chefs prestigieux ont régulièrement dirigé l'orchestre, comme Erich Leinsdorf, Georg Solti, Herbert Blomstedt, Giuseppe Sinopoli et Kurt Sanderling. Aujourd'hui, l'orchestre s'est acquis une réputation dans la défense des œuvres romantiques des XVIIIe et XIXe siècles avec Roger Norrington comme chef permanent. Georges Prêtre était quant à lui chef invité d'honneur.
L'orchestre a assuré la création mondiale d'œuvres de Helmut Lachenmann, Peter Eötvös, Hans Werner Henze, Luciano Berio, Mauricio Kagel et Bernd Alois Zimmermann.
En 2016, il fusionne avec l'Orchestre symphonique de la SWR de Baden-Baden et Fribourg-en-Brisgau sous le nom SWR Symphonieorchester.

## Chefs permanents
- Hans Müller-Kray (1948–1969)
- Sergiu Celibidache (1971–1977)
- Neville Marriner (1983–1989)
- Gianluigi Gelmetti (1989–1998)
- Roger Norrington (1998–2011)
- Stéphane Denève (2011-2016)